# Avengers: Endgame
Pour les articles homonymes, voir The Avengers.
Série l'univers cinématographique Marvel
Captain Marvel
(2019) Spider-Man: Far From Home
(2019)
Série Avengers
Avengers: Infinity War
(2018) Avengers: Doomsday
(2026)
Pour plus de détails, voir Fiche technique et Distribution.
Avengers: Endgame, ou Avengers : Phase finale au Québec, est un film américain réalisé par Anthony et Joe Russo, sorti en 2019, mettant en scène l'équipe de super-héros des comics Marvel, les Avengers.
Il s'agit du vingt-deuxième film de l'Univers cinématographique Marvel, et du dixième et avant-dernier de la phase trois. Ce film est la suite directe de Avengers: Infinity War à la fin duquel « la moitié de tous les êtres vivants de l'univers », dont des personnages de l'Univers Marvel, ont disparu d'un claquement de doigts de Thanos, après qu'il prit possession de toutes les Pierres d'Infinité.
Tout comme ses trois prédécesseurs, le film rassemble les personnages des franchises super-héroïques habituellement séparées, parmi lesquels Iron Man, Natasha Romanoff / Black Widow, Hawkeye, Thor, Hulk ou encore Captain America et Ant-Man qui ont survécu à la conclusion du film précédent.
Le film débute alors que le Titan Thanos, ayant réussi à s'approprier les six Pierres d'Infinité et à les réunir sur le Gantelet doré, a pu réaliser son objectif de pulvériser la moitié de la population de l'Univers d'un claquement de doigts. Les quelques Avengers et Gardiens de la Galaxie ayant survécu, Steve Rogers, Thor, Natasha Romanoff, Tony Stark, Carol Danvers, Clint Barton, Bruce Banner, James Rhodes, Nébula et Rocket espèrent réparer le méfait de Thanos. Ils le retrouvent mais il s'avère que ce dernier a détruit les pierres et Thor le décapite. Cinq ans plus tard, alors que chacun essaie de continuer sa vie et d'oublier les nombreuses pertes dramatiques, Scott Lang, alias Ant-Man, parvient à s'échapper de la Dimension subatomique où il était coincé depuis la disparition du Docteur Hank Pym, de sa femme Janet Van Dyne et de sa fille Hope. Lang propose aux Avengers une solution pour faire revenir à la vie tous les êtres disparus, dont leurs alliés et coéquipiers : récupérer les Pierres d'Infinité dans le passé grâce au Royaume quantique. Pour ce faire, à l'aide des connaissances scientifiques de Bruce Banner et de Tony Stark, ils vont se scinder en plusieurs groupes pour partir chercher les gemmes dans diverses époques passées.
Il effectue le meilleur démarrage de l'histoire du cinéma en rapportant plus de 1,2 milliard de dollars de recettes mondiales lors de son premier week-end d'exploitation. Premier film à dépasser les 2 milliards de dollars onze jours après sa sortie, il devient en douze semaines d'exploitation le plus gros succès du box-office mondial devant Avatar avant que ce dernier repasse devant lors d'une ressortie dans les salles de cinéma chinoises en mars 2021.
Contrairement aux idées reçues, Avengers: Endgame ne marque pas la fin de la phase 3 de l'univers cinématographique Marvel mais Spider-Man: Far From Home, qui conclut cette phase ainsi que la Saga de l’Infini qui a commencé en 2008 avec le film Iron Man.

## Synopsis
À la suite des événements de l'aéroport de Leipzig aux côtés de Captain America, Clint Barton porte encore un bracelet électronique mais peut vivre une vie de famille normale dans sa maison à la campagne. Soudain, sa femme et ses trois enfants disparaissent à cause du claquement de doigts de Thanos,. Trois semaines après que ce dernier a utilisé les Pierres d'Infinité pour pulvériser la moitié de tous les êtres vivants de l'univers, les deux survivants de l'affrontement sur la planète Titan, Iron Man et Nébula sont à la dérive dans l'espace, à court d'oxygène et de carburant, à bord du Benatar, le vaisseau des Gardiens de la Galaxie. Les deux sont alors secourus par Captain Marvel qui les ramène sur Terre au QG des Avengers où se trouvent déjà Steve Rogers, Natasha Romanoff, Bruce Banner, Rocket, Thor, Pepper Potts et James Rhodes. Très affaibli, Stark trouve tout de même la force de s'en prendre verbalement à Rogers, lui reprochant d'être responsable du chaos provoqué par l'attaque de Thanos, avant de s'écrouler, épuisé.
Alors que Tony Stark se rétablit peu à peu, le groupe localise la planète 0259-S, là où se trouve Thanos. Il s'y rend afin de tenter de récupérer les six Pierres d'Infinité dans le but d'annuler ses actions. Ils retrouvent facilement le Titan Fou, le corps à moitié détruit par son claquement de doigts. Captain Marvel le maîtrise et Thanos leur apprend qu'il a détruit les pierres afin qu'elles ne puissent plus encore être utilisées. Dans un mouvement de colère, Thor décapite Thanos d'un coup de Stormbreaker, toujours tourmenté de ne pas l'avoir fait au moment où le Titan a claqué des doigts.
Cinq ans plus tard, en octobre 2023, sur une Terre dévastée par la disparition de la moitié de ses habitants, Steve Rogers trouve une façon d'aider les survivants en menant un groupe de parole. À San Francisco, dans un parking abandonné où est garé le van de Luis (le meilleur ami de Scott Lang), renfermant le tunnel quantique, un rat marche sur l'écran de contrôle de l'appareil, ce qui l'active, et Lang s'extrait inopinément de la Dimension subatomique dans laquelle il était resté coincé à la suite de la disparition de Hank Pym, de sa femme Janet van Dyne et de sa fille Hope, alias la Guêpe, au moment de l'Effacement. D'abord décontenancé, il finit par apprendre ce qui s'est passé en découvrant un mémorial recensant tous les noms des disparus, retrouve sa fille Cassie, âgée de cinq ans de plus, puis rejoint le QG des Avengers. Il explique alors à Romanoff et à Rogers que pour lui, seulement cinq heures se sont écoulées dans le Royaume quantique, et en déduit une théorie sur la possibilité de voyager dans le temps et donc de récupérer les pierres, ce qui permettrait d'annuler l'Effacement.
Ce projet nécessite les compétences scientifiques de Bruce Banner et de Tony Stark, lequel élève de son côté sa fille Morgan âgée de cinq ans avec sa femme Pepper Potts. Lang, Romanoff et Rogers viennent voir Stark et l'informent de la possibilité du voyage dans le temps. Cependant, il refuse d'apporter son aide, car il ne veut pas prendre le risque de perdre sa nouvelle vie. Plus tard, en voyant une photo de lui avec Peter Parker, qui avait disparu dans ses bras, Stark se ravise et décide d'étudier la possibilité du voyage dans le temps. Il réussit à concevoir le premier GPS spatio-temporel, sous la forme d'un ruban de Moebius inversé permettant de voyager dans le temps à travers le Royaume quantique. Mais il partage ses doutes sur les risques d'une telle mission avec Pepper.
Après le refus de Stark d'apporter son aide, Lang, Romanoff et Rogers demandent alors l'aide de Bruce Banner, qui a définitivement fusionné avec Hulk pour devenir Smart Hulk, réunissant ainsi, selon ses propres mots, « le cerveau et les muscles », mais ne s'estime pas à la hauteur de la tâche.
Le lendemain, au QG des Avengers, Banner mène les premiers essais du voyage dans le temps avec le tunnel quantique du van de Luis avec Ant-Man, mais il parvient à faire ramener plusieurs versions de Lang : bébé, enfant, et personne âgée. Les essais échouent. Au même moment, Tony Stark débarque au QG des Avengers et rend par la même occasion le bouclier en vibranium à Steve Rogers, signant ainsi leur réconciliation. Banner et Rocket se rendent dans la Nouvelle Asgard à Tønsberg pour chercher Thor qui estime que la quête que Smart Hulk et Rocket leur a proposée n'a pas d'intérêt. Ils y trouvent la moitié des survivants asgardiens, la Valkyrie, un Thor devenu un ivrogne bedonnant, ainsi que Korg et son compagnon Miek. Romanoff quant à elle se rend à Tokyo pour retrouver Clint Barton qui, depuis la perte de sa famille, parcourt le monde en tuant des criminels sous le costume de Ronin, car il les estime indignes d'avoir survécu au claquement de doigts de Thanos.
Une fois toute l'équipe réunie au QG des Avengers, un tunnel quantique plus récent et plus sophistiqué est construit. Pour mener « le Casse temporel », l'équipe retrace le parcours des différentes Pierres d'Infinité à travers l'histoire. Après avoir localisé toutes les pierres, l'équipe pénètre dans le Royaume quantique et se sépare en trois groupes à travers les différents portails temporels, les menant dans différentes scènes ou situations des précédents films de l'Univers cinématographique Marvel pour récupérer les pierres avant que Thanos s'en empare.
Banner, Stark, Rogers et Lang se rendent en pleine bataille de New York en 2012 pour mettre la main sur le sceptre de Loki et le Tesseract, qui contiennent les Pierres de l'Esprit et de l'Espace, ainsi que l'Œil d'Agamotto contenant la Pierre du Temps. Banner retrouve l'Ancien au Saint des Saints et la convainc de lui remettre l’Œil d'Agamotto. Elle l'avertit des dangereuses conséquences de retirer une seule pierre de son flux temporel, mais Banner lui promet de les remettre toutes dans leurs flux après avoir réussi leur objectif. L'Ancien se laisse convaincre quand elle apprend que le Docteur Strange, qui était le meilleur des sorciers suprêmes, a donné volontairement la pierre à Thanos,. Rogers, Stark et Lang doivent mettre la main sur le sceptre de Loki et le Tesseract, tous deux étant aux mains des agents d'HYDRA, sous couverture de membres du SHIELD. Les pierres de l'Espace et de l'Esprit prenant des chemins différents, ils se séparent : Rogers récupère le sceptre en faisant croire à son ancienne équipe du STRIKE — menée par Brock Rumlow et Jasper Sitwell, hauts membres d'HYDRA — qu'il est des leurs et agit sur ordre d'Alexander Pierce, secrétaire du Conseil de sécurité mondial et chef d'HYDRA ; Stark et Lang provoquent une crise d'arythmie cardiaque au Tony Stark de 2012 pour faire diversion et subtiliser le Tesseract. Mais rien ne se passe comme prévu : Stark et Lang perdent le Tesseract à cause d'une crise de colère du Hulk de 2012, et dans la confusion, Loki s'en empare et disparaît avec, tandis que Steve Rogers se retrouve contraint de se battre avec sa version de 2012.
De leur côté, Rocket et Thor se rendent à Asgard en 2013 pour récupérer la Pierre de la Réalité, sous la forme de l'Éther qui envahit le corps de Jane Foster. Thor retrouve sa mère, Frigga, dont il sait qu'elle sera assassinée dans les heures qui viennent par l'Elfe noir Algrim, et tente de la prévenir du sort qui l'attend. Mais la reine, qui a par ailleurs bien compris que son fils arrivait du futur, refuse que son avenir lui soit révélé. Rocket parvient à récupérer l'Éther et Thor, avant de repartir en 2023, reprend Mjolnir, son marteau dont il est toujours digne malgré sa vie dépravée des cinq dernières années.
En 2014, sur la planète Morag, Rhodes et Nébula volent l'Orbe qui contient la Pierre du Pouvoir avant l'arrivée de Peter Quill. War Machine parvient à regagner le présent avec l'Orbe, mais pas Nébula, car son réseau de ses implants cybernétiques interfère avec ceux de sa version de 2014. À travers cette connexion, le Thanos de 2014 apprend en présence de sa fille Gamora tout ce qui est arrivé par la suite et se trouve donc au courant de la réussite de sa quête, du claquement de doigts de 2018 et de ses conséquences, des tentatives des Avengers pour l'annuler et même de sa propre mort par décapitation. Il capture la Nébula de 2023 et s'empare d'une particule de Pym qu'elle possédait. Il envoie ensuite dans le présent la Nébula de 2014, qui lui est totalement dévouée.
Au même moment, Clint Barton et Natasha Romanoff vont sur la planète Vormir et apprennent de Crâne rouge, le gardien de la Pierre de l'Âme et vieil ennemi de Captain America, qu'un seul être peut s'en saisir, l'autre devant se sacrifier. Les deux amis se battent, désirant tous deux plonger dans le vide, mais c'est Romanoff qui y parvient et meurt. La Pierre apparaît ainsi dans la main d'un Barton en plein désespoir.
En 2012, Rogers et Stark utilisent leurs dernières particules de Pym pour voyager jusqu'en 1970, au Camp Lehigh, de la 78e division d'infanterie. Ils se rendent dans le bunker qui mène au QG souterrain du SHIELD. Stark pénètre dans un entrepôt et met la main sur le Tesseract, mais il y rencontre son père Howard qui lui explique que sa femme attend un fils (c'est-à-dire Tony lui-même). Rogers lui, pénètre dans le laboratoire de Hank Pym et vole des particules de Pym pour que Stark et lui puissent retourner dans le Royaume quantique. Il aperçoit l'amour de sa vie, Peggy Carter.
Dans le présent, au QG des Avengers qui pleurent la disparition de leur amie Romanoff, toutes les Pierres d'Infinité sont réunies. Banner utilise alors un gantelet qu'il a fabriqué avec Tony Stark, et malgré de grandes souffrances lui causant de graves brûlures au bras droit, parvient à claquer des doigts avec le Gantelet contenant les pierres et fait revenir la totalité des êtres disparus en 2018.
Pendant ce temps, la Nébula de 2014 ouvre le tunnel quantique des Avengers pour transporter le Thanos de 2014 (avec la Nébula de 2023 et la Gamora de 2014), son vaisseau et son armée dans le présent. Une fois arrivé, le vaisseau de Thanos détruit intégralement le QG des Avengers. Rocket, Banner, Ant-Man et Rhodes se retrouvent coincés dans les décombres, même si Rhodes parvient à s'extraire de son armure de War Machine. Se relevant des décombres, Thor, Iron Man et Captain America, qui se montre capable d'utiliser Mjolnir, affrontent Thanos, mais ce dernier est bien plus puissant qu'eux, parvenant même à briser la moitié du bouclier de Rogers à coups de lames. Il leur annonce que puisque les survivants ne veulent pas oublier le passé, il va utiliser les pierres « que les Avengers ont collectées pour lui » afin de, cette fois-ci, détruire toute vie dans l'univers, et d'en recréer un nouveau où les êtres ne sauront pas ce qu'il s'est passé. Au même moment, Hawkeye tente de s'échapper des décombres du QG, mais il est poursuivi par des créatures de l'armée de Thanos et se retrouve face à la Nébula de 2014, puis à la Gamora de 2014, qui surgit au moment où la Nébula de 2014 tente de subtiliser le Gantelet à Hawkeye pour le donner à Thanos. La Nébula de 2023 convainc facilement la Gamora de 2014 de se retourner contre Thanos. Les deux femmes se retrouvent face à la Nébula de 2014 et la Nébula de 2023 la tue.
Alors que Captain America se retrouve seul devant l'armée de Thanos qui se rassemble, il reçoit un appel radio du Faucon, alias Sam Wilson, l'informant que divers portails créés par le Docteur Strange menant au Wakanda, sur Titan, à Kamar-Taj, sur la planète Contraxia et sur la Nouvelle Asgard apparaissent. C'est alors que les autres Avengers qui avaient disparu (Wanda Maximoff, Docteur Strange, Peter Parker, Sam Wilson, Bucky Barnes et Hope Van Dyne), et leurs alliés, dont Pepper Potts qui a revêtu l'armure de Rescue, les Gardiens de la Galaxie, les Ravageurs, les Maîtres des Arts Mystiques, des Einherjar menés par la Valkyrie, et l'armée du Wakanda menée par T'Challa alias Black Panther, sa sœur Shuri et Okoye, arrivent sur le champ de bataille, accompagnés par Captain America qui, une fois que tout le monde s'est rassemblé derrière lui, lance son cri de guerre : « Avengers, rassemblement » (« Avengers, assemble ») aux combattants, rejoints peu après par Captain Marvel qui détruit le vaisseau de Thanos qui tire en rafale sur les héros.
Au milieu d'un combat apocalyptique, les héros tentent de protéger le Gantelet et de l'envoyer dans le tunnel quantique du van de Luis. Le Gantelet change de mains et est pris à tour de rôle par Hawkeye, puis T'Challa, Spider-Man (en costume Iron Spider) et Captain Marvel, mais Thanos finit par le saisir pour l'enfiler, et Captain Marvel tente de le lui prendre. Cependant, le Titan Fou détruit le van de Luis, repousse violemment Danvers grâce à la Pierre du Pouvoir et finit par enfiler le Gantelet. Iron Man, sur un signe du docteur Strange qui a vu la seule façon de gagner dans les millions de futurs possibles, se précipite sur Thanos et tente à son tour de lui arracher le Gantelet. Ce dernier se débarrasse de lui facilement et affirme : « Je suis désormais inéluctable » (« I am inevitable »), avant de claquer des doigts, mais il ne se passe rien à sa grande surprise. Thanos constate alors que le Gantelet ne contient plus les Pierres d'Infinité, puisque Tony Stark est parvenu à se les approprier lors de son ultime charge désespérée. Il lui montre sa main droite où scintillent les six gemmes, lui répond « Et moi, je suis Iron Man » (« I am Iron Man »), effectue à son tour le claquement de doigts et réduit en poussière Thanos ainsi que son armée par la même occasion.
Les Avengers gagnent alors la bataille contre le Titan Fou, mais le niveau de rayons gamma dégagé par les pierres coûte la vie à Stark,,, qui meurt en présence de sa femme Pepper, de son ami James Rhodes et de son apprenti Peter Parker, qui finit par retrouver son meilleur ami au lycée, Ned Leeds.
Les funérailles de Tony Stark ont lieu dans sa maison près du lac, où la quasi-totalité de ses amis ou alliés (et des Avengers) sont présents, y compris Nick Fury, l'ancien directeur du SHIELD. Peu après, à la Nouvelle Asgard, Thor demande à la Valkyrie de lui succéder en tant que souveraine de la colonie asgardienne et rejoint l'équipe des Gardiens de la Galaxie en contestant de façon moqueuse le leadership de Star-Lord. Ce dernier consulte un écran où est affiché un avis de recherche de la Gamora de 2014, espérant toujours la retrouver. Près des ruines du QG des Avengers, Rogers se porte volontaire pour remettre les pierres et Mjolnir dans leurs flux temporels grâce à un nouveau tunnel quantique. Banner, Bucky Barnes et Sam Wilson attendent son retour, mais il ne réapparaît pas au bout des cinq secondes que devait durer son voyage. Bucky et Wilson le retrouvent non loin, assis sur un banc face au fleuve, devenu un vieil homme aux cheveux blancs. En effet, une fois sa tâche accomplie, il a décidé de retourner en 1945 et de vivre sa vie auprès de Peggy Carter et lui offrir la danse qu'il lui avait promise, comme il le prévoyait avant de crasher la Valkyrie dans l'océan Arctique. Il confie alors son bouclier à Wilson en lui laissant la mission de poursuivre l'œuvre de Captain America,,.

## Fiche technique
Sauf indication contraire, les informations mentionnées dans cette section peuvent être confirmées par les bases de données cinématographiques IMDb et Allociné,  présentes dans la section « Liens externes ».
- Titre original et français : Avengers: Endgame
- Titre québécois : Avengers : Phase finale[5]
- Réalisation : Anthony et Joe Russo
- Scénario : Christopher Markus et Stephen McFeely,
  - d'après les personnages Marvel Comics créés par Stan Lee et Jack Kirby,
  - d'après le personnage Captain America créé par Joe Simon et Jack Kirby,
  - d'après le personnage Star-Lord créé par Steve Englehart et Steve Gan,
  - d'après le personnage Rocket Raccoon créé par Bill Mantlo et Keith Giffen,
  - d'après les personnages Thanos, Gamora et Drax créés par Jim Starlin,
  - d'après le personnage Groot créé par Stan Lee, Larry Lieber et Jack Kirby,
  - d'après le personnage Mantis créé par Steve Englehart et Don Heck
- Musique : Alan Silvestri
- Direction artistique : Ray Chan, Julian Ashby, Jim Barr, Thomas Brown, Jordan Crockett, Kesik Emirhan, Jann K. Engel, Beat Frutiger, Matthew Gatlin, Kevin Gilbert, Kevin Houlihan, Chris 'Flimsy' Howes, Sean Ryan Jennings, Mike Stallion, Brian Stultz et Mark Swain
- Décors : Charles Wood et Leslie Pope[6]
- Costumes : Judianna Makovsky
- Photographie : Trent Opaloch
- Son : Tom Johnson, Dan Abrams, Eric Flickinger, Annlie Huang, Mark Lindauer, Douglas Parker, Juan Peralta
- Montage : Jeffrey Ford (en) et Matthew Schmidt (en)
- Production : Kevin Feige
  - Production exécutive : Edu Sallouti (Porto Seguro, Brésil) et Nicholas Simon (Indochine)
  - Production déléguée : Jon Favreau, Stan Lee, James Gunn, Victoria Alonso (en), Louis D'Esposito (es), Michael Grillo et Trinh Tran
  - Production associée : Ari Costa et JoAnn Perritano
  - Coproduction : Christopher Markus et Stephen McFeely et Mitchell Bell
- Sociétés de production[7] : Marvel Studios et Walt Disney Pictures
- Société de distribution : Walt Disney Studios Motion Pictures
- Budget : 356 millions de $[8],[9]
- Pays de production :  États-Unis
- Langue originale : anglais, japonais, xhosa, allemand
- Format[10] : couleur (ACES) - D-Cinema - 2,39:1 (Cinémascope) (Panavision) - son Dolby Atmos | Auro 11.1 | DTS (DTS: X) | Dolby Digital | Sonics-DDP | 12-Track Digital Sound | IMAX 6-Track | SDDS
- Genre : action, aventures, drame, fantastique, science-fiction, super-héros
- Durée : 181 minutes
- Dates de sortie[11] :
  - États-Unis : 22 avril 2019 (première mondiale à Los Angeles)[12] ; 26 avril 2019 (sortie nationale) ; 28 juin 2019 (version longue)
  - France, Belgique, Suisse romande : 24 avril 2019[13],[14],[15]
  - Québec : 26 avril 2019[5]
- Classification[16] :
  - États-Unis : accord parental recommandé, film déconseillé aux moins de 13 ans (PG-13 - Parents Strongly Cautioned)[Note 10]
  - France : tous publics[17]
  - Belgique : tous publics (Alle Leeftijden)[14]
  - Suisse romande : interdit aux moins de 12 ans[18]
  - Québec : tous publics - déconseillé aux jeunes enfants (G - General Rating)[5]

## Distribution
- Chris Evans (VF : Alexandre Gillet ; VQ : Alexandre Fortin) : Steve Rogers / Captain America
- Robert Downey Jr. (VF et VQ : Bernard Gabay) : Tony Stark / Iron Man
- Chris Hemsworth (VF : Adrien Antoine ; VQ : Martin Desgagné) : Thor
- Mark Ruffalo (VF : Rémi Bichet ; VQ : Sylvain Hétu) : Bruce Banner / Hulk
- Scarlett Johansson (VF : Magali Rosenzweig ; VQ : Camille Cyr-Desmarais) : Natasha Romanoff / Black Widow
- Jeremy Renner (VF : Jérôme Pauwels ; VQ : Antoine Durand) : Clint Barton / Ronin / Hawkeye
- Don Cheadle (VF : Sidney Kotto ; VQ : François L'Écuyer) : le colonel James « Rhodey » Rhodes / War Machine
- Paul Rudd (VF : Damien Boisseau ; VQ : Patrice Dubois) : Scott Lang / Ant-Man
- Karen Gillan (VF : Laëtitia Lefebvre ; VQ : Kim Jalabert) : Nébula
- Bradley Cooper (VF : Alexis Victor ; VQ : Maël Davan-Soulas) : Rocket (voix)
- Brie Larson (VF : Élisabeth Ventura ; VQ : Geneviève Bédard) : Carol Danvers / Captain Marvel
- Josh Brolin (VF et VQ : Paul Borne) : Thanos (voix et capture de mouvement)
- Danai Gurira (VF : Géraldine Asselin ; VQ : Julie Beauchemin) : Okoye
- Gwyneth Paltrow (VF : Barbara Kelsch ; VQ : Mélanie Laberge) : Pepper Stark / Rescue
- Chris Pratt (VF : David Krüger ; VQ : Philippe Martin) : Peter Jason Quill / Star-Lord
- Robert Redford (VF : Samuel Labarthe ; VQ : Jean-François Blanchard) : Alexander Pierce
- Zoe Saldaña (VF : Nathalie Karsenti ; VQ : Catherine Proulx-Lemay) : Gamora
- Benedict Cumberbatch (VF : Jérémie Covillault ; VQ : Tristan Harvey) : Stephen Strange / Docteur Strange
- Tom Holland (VF : Hugo Brunswick ; VQ : Alexandre Bacon) : Peter Parker / Spider-Man
- Anthony Mackie (VF : Jean-Baptiste Anoumon ; VQ : Michel M. Lapointe) : Sam Wilson / le Faucon
- Elizabeth Olsen (VF : Charlotte Corréa ; VQ : Émilie Gilbert) : Wanda Maximoff
- Chadwick Boseman (VF : Namakan Koné ; VQ : Pierre-Yves Cardinal) : le roi T'Challa / Black Panther
- Tilda Swinton (VF : Françoise Cadol ; VQ : Nathalie Coupal) : L'Ancien
- Tessa Thompson (VF : Aurélie Konaté ; VQ : Véronique Marchand) : la Valkyrie
- Rene Russo (VF : Véronique Augereau ; VQ : Hélène Mondoux) : Frigga
- Evangeline Lilly (VF : Vanina Pradier ; VQ : Isabelle Leyrolles) : Hope van Dyne / la Guêpe
- Sebastian Stan (VF : Axel Kiener ; VQ : Nicholas Savard L'Herbier) : James « Bucky » Barnes / le Loup Blanc
- Tom Vaughan-Lawlor (VF : Thierry Ragueneau ; VQ : Éloi Arppchambaudoin) : Ebony Maw
- John Slattery (VF : Guy Chapellier ; VQ : Frédéric Desager) : Howard Stark
- Maximiliano Hernández (VF : Fabien Jacquelin ; VQ : Jean-François Beaupré) : Jasper Sitwell
- Pom Klementieff (VF et VQ : elle-même) : Mantis
- Vin Diesel (VF : Guillaume Orsat ; VQ : James Hyndman) : Groot (voix)
- Letitia Wright : Shuri
- Dave Bautista (VF : Serge Biavan ; VQ : Blaise Tardif) : Drax le Destructeur
- Hayley Atwell (VF : France Renard ; VQ : Catherine Proulx-Lemay) : Peggy Carter
- Frank Grillo (VF : David Krüger ; VQ : Pierre-Étienne Rouillard) : Brock Rumlow
- Benedict Wong (VF : Enrique Carballido ; VQ : Pierre-Étienne Rouillard) : Wong
- Jon Favreau (VF : Yann Guillemot ; VQ : Thiéry Dubé) : Harold « Happy » Hogan (en)
- Taika Waititi (VF : Stéphane Ronchewski ; VQ : François-Simon Poirier) : Korg
- Winston Duke : M'Baku
- Michael Douglas : Henry « Hank » Pym
- Tom Hiddleston (VF : Alexis Victor ; VQ : Frédéric Millaire-Zouvi) : Loki
- Ross Marquand (VF : Féodor Atkine ; VQ : Jean-François Beaupré) : Johann Schmidt / Crâne rouge
- Linda Cardellini (VF : Marie Chevalot ; VQ : Rose-Maïté Erkoreka) : Laura Barton
- James D'Arcy (VF : Constantin Pappas) : Edwin Jarvis
- Natalie Portman (VF : Sylvie Jacob ; VQ : Aline Pinsonneault) : Jane Foster
- Michelle Pfeiffer : Janet van Dyne
- Samuel L. Jackson : Nick Fury
- Cobie Smulders : Maria Hill
- William Hurt : le secrétaire d'État Thaddeus « Thunderbolt » Ross
- Sean Gunn : Kraglin Obfonteri
- Angela Bassett : Ramonda
- Marisa Tomei : May Parker
- Lexi Rabe : Morgan Stark
- Ty Simpkins : Harley Keener
- Hiroyuki Sanada : Akihiko
- Kerry Condon (VF : Anne O'Dolan ; VQ : Anne-Marie Levasseur) : FRIDAY
- Jacob Batalon : Ned Leeds
- Callan Mulvey : Jack Rollins
- Emma Fuhrmann : Cassandra « Cassie » Lang
- Ken Jeong : un garde de sécurité
- Yvette Nicole Brown : un agent du SHIELD
- John Michael Morris (VF : Hervé Jolly ; VQ : Jacques Lavallée) : Dr Hank Pym, jeune
- Jack Champion : l'enfant à vélo (caméo)
- Stan Lee (VF : Jean-Claude Montalban ; VQ : Jean-Jacques Lamothe) : le conducteur des années 1970 (caméo)
- Seth Green : Howard the Duck (caméo)
- Joe Russo (VF : Emmanuel Gradi) : un homme au groupe de parole (caméo, crédité sous le nom de Gozie Agbo)
- Katherine Langford : Morgan Stark, adolescente (scène coupée)

- Version française
  - Studio de doublage : Dubbing Brothers[19]
  - Direction artistique : Hervé Bellon
  - Adaptation : Philippe Videcoq
  -  Source et légende : version française (VF) sur RS Doublage[20]

Version québécoise sur Doublage.qc.ca[21]

## Production
|                                                                                                  |  |  |
| Les réalisateurs Anthony et Joe Russo ont tourné les deux derniers Avengers durant l'année 2017. |  |  |

### Genèse et développement
En octobre 2014, Marvel Studios annonce une suite à Avengers : L'Ère d'Ultron, qui sortira en deux parties. Avengers: Infinity War - Part 1 est alors prévue pour le 4 mai 2018 et Part 2 le 3 mai 2019,. En avril 2015, il est annoncé que les frères Anthony et Joe Russo, déjà à l’œuvre sur Captain America : Le Soldat de l'hiver et Captain America: Civil War, réaliseront les deux films. Ces deux parties seront tournées simultanément courant 2016. En 2015, Christopher Markus et Stephen McFeely signent pour écrire le scénario des deux parties.
En 2016, Kevin Feige explique finalement que seul le premier des deux films sera intitulé Infinity War. Le second film n'a alors pas de titre. Le producteur ajoute par ailleurs : « Il ne s'agit pas de deux parties d'un même film, même s'il y a une connexion entre eux, comme pour tous nos films d'ailleurs. On parle ici de deux films bien distincts, qui ont chacun leur propre histoire. C'est tout ce que je peux dire pour l'instant mais c'est évidemment inspiré de tout ce qui s'est passé avant et de tout ce qui est suggéré depuis le début ».
En avril 2017, des propos de l'actrice Zoe Saldana (interprète de Gamora) sous-entendent que le film s'intitulera : Avengers: Infinity Gauntlet. L'information a été ensuite réfutée par James Gunn. En juin 2018, le site personnel de Trent Opaloch, un cinéaste qui a collaboré avec les frères Russo, liste le film sous le titre Avengers: End Game. Le 7 décembre 2018, une première bande-annonce est dévoilée, confirmant le titre Avengers: Endgame.

### Attribution des rôles
La distribution de ce film réunira la plupart des personnages du film précédent : Avengers: Infinity War.
En octobre 2016, alors que Benedict Cumberbatch fait son entrée dans le MCU dans le rôle du Dr Strange, le producteur Kevin Feige confirme la présence du héros dans les deux films Avengers: Infinity War et Avengers 4. Parallèlement, l'actrice Evangeline Lilly annonce qu'elle reprendra le rôle de Hope van Dyne dans Avengers 4, précisant au passage son absence dans Infinity War.
La présence de Tom Holland dans le rôle de Spider-Man a été confirmée en avril 2017.
En août 2017, l'acteur Robert Downey Jr. confirme le retour de Gwyneth Paltrow (Pepper Potts depuis Iron Man) et de Jon Favreau (Happy Hogan dans la trilogie Iron Man et Spider-Man : Homecoming).
En avril 2018, l'acteur Sebastian Stan confirme la présence au casting des acteurs Samuel L. Jackson, Michael Douglas et Michelle Pfeiffer, respectivement dans les rôles de Nick Fury, du Dr Hank Pym et de Janet van Dyne.
Le 27 octobre 2018, Katherine Langford est annoncée au casting dans le rôle inconnu. Le 28 octobre, c'est Tilda Swinton qui est annoncée dans le casting par les scénaristes Christopher Markus et Stephen McFeely. Elle reprend donc son rôle de l'Ancien qu'elle a tenu dans Doctor Strange. Dans le même temps, c'est Frank Grillo qui confirme être de retour dans le film pour « un flashback ».
Après la sortie du film, les réalisateurs expliquent que les scènes de Katherine Langford ont été coupées du montage final, révélant qu'elle devait incarner Morgan Stark (la fille de Tony et Pepper Potts) adolescente dans une scène où Iron Man voyait le futur auquel il renonçait par son sacrifice.
Dans un entretien au New York Times daté du 29 avril 2019, les scénaristes Christopher Markus et Stephen McFeely annoncent la présence de Robert Redford. Il s'agira du dernier film dans lequel apparaît l'acteur, ce dernier ayant pris sa retraite en 2018.
Le film marquera aussi l'ultime apparition de Stan Lee (rajeuni numériquement), décédé le 12 novembre 2018.

### Tournage
Le tournage débute le 10 août 2017. Il a lieu dans les Pinewood Atlanta Studios. Le tournage se termine le 13 janvier 2018. Du 9 septembre 2018 au 13 octobre 2018, des reshoots ont eu lieu à Atlanta avec principalement Chris Evans, Robert Downey Jr., Scarlett Johansson, Paul Rudd, Jeremy Renner, Mark Ruffalo ou encore Karen Gillan et John Slattery.

## Musique
Bandes originales de l'univers cinématographique Marvel
Captain Marvel
(2019) Spider-Man: Far From Home
(2019)
La musique du film est composée par Alan Silvestri, déjà à l'œuvre sur Captain America: First Avenger (2011) et Avengers (2012). Il a, plus récemment, composé la musique de Avengers: Infinity War (2018).
Toute la musique est composée par Alan Silvestri.
| Avengers/ Endgame - Original Motion Picture Soundtrack | Avengers/ Endgame - Original Motion Picture Soundtrack | Avengers/ Endgame - Original Motion Picture Soundtrack | Avengers/ Endgame - Original Motion Picture Soundtrack | Avengers/ Endgame - Original Motion Picture Soundtrack | Avengers/ Endgame - Original Motion Picture Soundtrack | Avengers/ Endgame - Original Motion Picture Soundtrack | Avengers/ Endgame - Original Motion Picture Soundtrack | Avengers/ Endgame - Original Motion Picture Soundtrack | Avengers/ Endgame - Original Motion Picture Soundtrack |
| No                                                     | Titre                                                  | Durée                                                  |                                                        |                                                        |                                                        |                                                        |                                                        |                                                        |                                                        |
| ------------------------------------------------------ | ------------------------------------------------------ | ------------------------------------------------------ | ------------------------------------------------------ | ------------------------------------------------------ | ------------------------------------------------------ | ------------------------------------------------------ | ------------------------------------------------------ | ------------------------------------------------------ | ------------------------------------------------------ |
| 1.                                                     | Totally Fine                                           | 4:29                                                   |                                                        |                                                        |                                                        |                                                        |                                                        |                                                        |                                                        |
| 2.                                                     | Arrival                                                | 1:49                                                   |                                                        |                                                        |                                                        |                                                        |                                                        |                                                        |                                                        |
| 3.                                                     | No Trust                                               | 3:08                                                   |                                                        |                                                        |                                                        |                                                        |                                                        |                                                        |                                                        |
| 4.                                                     | Where Are They?                                        | 3:12                                                   |                                                        |                                                        |                                                        |                                                        |                                                        |                                                        |                                                        |
| 5.                                                     | Becoming Whole Again                                   | 3:48                                                   |                                                        |                                                        |                                                        |                                                        |                                                        |                                                        |                                                        |
| 6.                                                     | I Figured It Out                                       | 4:30                                                   |                                                        |                                                        |                                                        |                                                        |                                                        |                                                        |                                                        |
| 7.                                                     | Perfectly Not Confusing                                | 4:46                                                   |                                                        |                                                        |                                                        |                                                        |                                                        |                                                        |                                                        |
| 8.                                                     | You Shouldn't Be Here                                  | 3:33                                                   |                                                        |                                                        |                                                        |                                                        |                                                        |                                                        |                                                        |
| 9.                                                     | The How Works                                          | 3:50                                                   |                                                        |                                                        |                                                        |                                                        |                                                        |                                                        |                                                        |
| 10.                                                    | Snap Out of It                                         | 2:24                                                   |                                                        |                                                        |                                                        |                                                        |                                                        |                                                        |                                                        |
| 11.                                                    | So Many Stairs                                         | 1:51                                                   |                                                        |                                                        |                                                        |                                                        |                                                        |                                                        |                                                        |
| 12.                                                    | One Shot                                               | 2:04                                                   |                                                        |                                                        |                                                        |                                                        |                                                        |                                                        |                                                        |
| 13.                                                    | Watch Each Other's Six                                 | 3:56                                                   |                                                        |                                                        |                                                        |                                                        |                                                        |                                                        |                                                        |
| 14.                                                    | I Can't Risk This                                      | 4:48                                                   |                                                        |                                                        |                                                        |                                                        |                                                        |                                                        |                                                        |
| 15.                                                    | He Gave It Away                                        | 3:42                                                   |                                                        |                                                        |                                                        |                                                        |                                                        |                                                        |                                                        |
| 16.                                                    | The Tool of a Thief                                    | 2:58                                                   |                                                        |                                                        |                                                        |                                                        |                                                        |                                                        |                                                        |
| 17.                                                    | The Measure of a Hero                                  | 3:05                                                   |                                                        |                                                        |                                                        |                                                        |                                                        |                                                        |                                                        |
| 18.                                                    | Destiny Fulfilled                                      | 4:05                                                   |                                                        |                                                        |                                                        |                                                        |                                                        |                                                        |                                                        |
| 19.                                                    | In Plain Sight                                         | 3:14                                                   |                                                        |                                                        |                                                        |                                                        |                                                        |                                                        |                                                        |
| 20.                                                    | How Do I Look?                                         | 2:06                                                   |                                                        |                                                        |                                                        |                                                        |                                                        |                                                        |                                                        |
| 21.                                                    | Whatever It Takes                                      | 2:56                                                   |                                                        |                                                        |                                                        |                                                        |                                                        |                                                        |                                                        |
| 22.                                                    | Not Good                                               | 1:53                                                   |                                                        |                                                        |                                                        |                                                        |                                                        |                                                        |                                                        |
| 23.                                                    | Gotta Get Out                                          | 2:38                                                   |                                                        |                                                        |                                                        |                                                        |                                                        |                                                        |                                                        |
| 24.                                                    | I Was Made for This                                    | 4:37                                                   |                                                        |                                                        |                                                        |                                                        |                                                        |                                                        |                                                        |
| 25.                                                    | Tres Amigos                                            | 3:37                                                   |                                                        |                                                        |                                                        |                                                        |                                                        |                                                        |                                                        |
| 26.                                                    | Tunnel Scape                                           | 3:16                                                   |                                                        |                                                        |                                                        |                                                        |                                                        |                                                        |                                                        |
| 27.                                                    | Worth It                                               | 4:15                                                   |                                                        |                                                        |                                                        |                                                        |                                                        |                                                        |                                                        |
| 28.                                                    | Portals                                                | 3:17                                                   |                                                        |                                                        |                                                        |                                                        |                                                        |                                                        |                                                        |
| 29.                                                    | Get This Thing Started                                 | 4:54                                                   |                                                        |                                                        |                                                        |                                                        |                                                        |                                                        |                                                        |
| 30.                                                    | The One                                                | 2:08                                                   |                                                        |                                                        |                                                        |                                                        |                                                        |                                                        |                                                        |
| 31.                                                    | You Did Good                                           | 1:57                                                   |                                                        |                                                        |                                                        |                                                        |                                                        |                                                        |                                                        |
| 32.                                                    | The Real Hero                                          | 5:54                                                   |                                                        |                                                        |                                                        |                                                        |                                                        |                                                        |                                                        |
| 33.                                                    | Five Seconds                                           | 1:45                                                   |                                                        |                                                        |                                                        |                                                        |                                                        |                                                        |                                                        |
| 34.                                                    | Go Ahead                                               | 2:57                                                   |                                                        |                                                        |                                                        |                                                        |                                                        |                                                        |                                                        |
| 35.                                                    | Main on End                                            | 3:11                                                   |                                                        |                                                        |                                                        |                                                        |                                                        |                                                        |                                                        |
| 1:56:52                                                |                                                        |                                                        |                                                        |                                                        |                                                        |                                                        |                                                        |                                                        |                                                        |

## Accueil

### Promotion

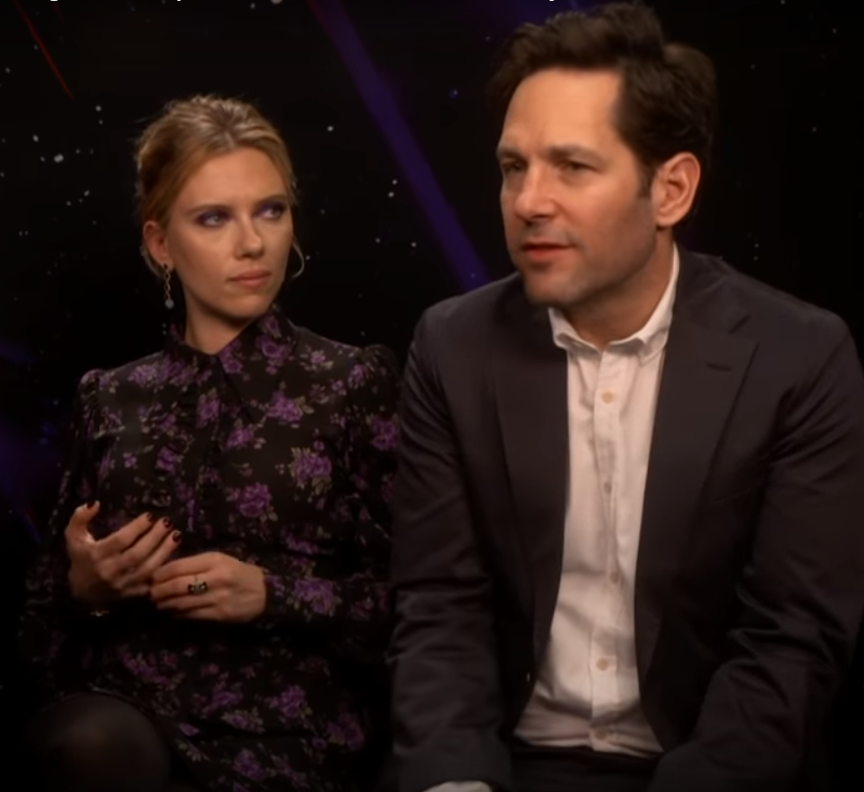
Les acteurs Scarlett Johansson et Paul Rudd en pleine promotion du film.

Le 7 décembre 2018, Marvel Entertainment publie une première bande annonce d'Avengers 4, dévoilant son titre : Endgame. On y voit Tony Stark dériver dans l'espace à bord du Benatar (le vaisseau des Gardiens de la Galaxie) privé de vivres, de réserves d'oxygène et de carburant et tentant d'envoyer un message à sa compagne Pepper Potts pour lui annoncer sa fin prochaine. Black Widow et Captain America sont au QG des Avengers avec Bruce Banner. On aperçoit également Thor sans savoir s'il est en leur compagnie. Tous pleurent la disparition de « la moitié de tous les êtres vivants de l'univers » des mains de Thanos, et de nombre de leurs amis, famille et coéquipiers. Thanos marche pour sa part dans un champ de fleurs avec son Gant d'Infinité en mauvais état. Natasha Romanoff est ensuite dans une ville asiatique où elle retrouve Clint Barton qui n'est plus Hawkeye, mais qui est devenu Ronin. Avec Captain America, elle prépare un plan de la dernière chance. Enfin, Scott Lang apparaît qui sonne à l'interphone du QG. Il est donc sorti du monde quantique où il apparaissait coincé à la fin du film Ant-Man et la Guêpe. Cette première bande annonce devient la plus vue pour un film en 24h, toutes plateformes confondues avec 289 millions de vues, et surpasse le précédent record établi par Infinity War.
Une deuxième bande annonce est mis en ligne le 14 mars 2019, montrant pour la première fois Captain Marvel aux côtés des Avengers. Une première affiche est également dévoilée, montrant les héros ayant survécu au claquement de doigts de Thanos mais des fans remarquent l'absence de Danai Gurira, interprète d'Okoye, parmi les noms crédités. Marvel réagit en éditant une deuxième version de l'affiche avec le nom de l'actrice quelques heures après.
Le 25 avril 2019, en prévision de la sortie du film, le El Capitan Theatre propose un marathon de trois jours pour revoir l'intégrale des films de l'univers cinématographique Marvel.
En juillet 2019, Marvel dévoile une scène coupée au montage qui sera présente dans les éditions vidéo d’Avengers : Endgame.

### Accueil critique
Pour Première, Télérama et Paris Match, c'est une réussite : « Marvel parvient encore à surprendre, même en reprenant toutes les recettes de son succès » ; « Endgame arrive à se faire le « best of » de son propre univers » ; « Au-delà de la réussite du film en soi, Avengers : Endgame offre un triomphe définitif à l’Univers Cinématographique Marvel ».

### Box-office
| Pays ou région        | Box-office        | Date d'arrêt du box-office | Nombre de semaines |
| --------------------- | ----------------- | -------------------------- | ------------------ |
| États-Unis Canada     | 858 373 000 $     | 12 septembre 2019          | 20                 |
| Chine                 | 629 100 298 $     | 26 mai 2019                | 4                  |
| France                | 6 942 474 entrées | 10 septembre 2019          | 22                 |
| Allemagne             | 5 130 166 entrées | 5 août 2019                | 15                 |
| Italie                | 4 097 097 entrées | 5 août 2019                | 15                 |
| Espagne               | 4 594 483 entrées | 5 août 2019                | 15                 |
| Total hors États-Unis | 1 941 066 100 $   | 12 septembre 2019          | 22                 |
| Total mondial         | 2 799 439 100 $   | 12 septembre 2019          | 22                 |

Le film bat plusieurs records dès sa sortie, notamment une recette domestique de 156 millions de dollars le jour de sa sortie, et un total de plus de 1,2 milliard sur le plan mondial lors de son week-end d'ouverture,. Dès le 1er mai 2019, le film récolte 33,4 millions d'USD pour son premier mardi après sa sortie, dépassant de 10 millions le record d'Avengers: Infinity War et prenant la troisième place des records. Le 5 mai 2019, pour son second weekend de sortie, Avengers: Endgame récolte 145,8 millions d'USD supplémentaires aux États-Unis, totalisant 619,7 millions d'USD et totalise 2,189 milliards d'USD à l'international en 11 jours. Avec le record de 2,188 milliards de recettes mondiales en seulement onze jours d'exploitation, Endgame dépasse Titanic, Avengers: Infinity War, ainsi que Star Wars VII : Le Réveil de la Force et devient le deuxième film le plus lucratif de l'histoire du cinéma derrière Avatar,. Plus précisément, le record du film de James Cameron établi en 2009 était de 2,788 milliards de dollars de recettes mondiales en 47 jours. Au bout de douze semaines d'exploitation, Endgame atteint les 2,790 milliards de dollars et dépasse également l'œuvre de James Cameron pour devenir le film le plus lucratif de l'histoire.
En France, le jour de sa sortie, le film atteint 692 142 entrées, établissant le record de la franchise Avengers. Il réalise le même exploit avec le nombre de spectateurs cumulé pour son premier week-end (2 844 886 tickets vendus et 24 971 474 $ de recettes), ainsi que celui de sa première semaine (3 348 471 entrées). Il fait ainsi près de 800 000 ventes de plus en une semaine qu'Avengers: Infinity War durant sa première semaine en 2018 et devient le troisième film ayant fait le plus d'entrées en 2019. La semaine suivante, le film est de nouveau numéro un du box-office français avec 1 742 338 tickets vendus et occupe la deuxième place annuelle. Il reste 3 semaines en tout en tête du box-office français. Lors de la semaine du 5 juin 2019, alors qu'il sort pour la première fois du Top 10, le film devient le film cumulant le plus d'entrées de 2019 avec 6 708 432 tickets,, vendus.
Le 19 juin 2019, alors que les recettes au box-office générées par le film s'approchent de celles qu'ont généré Avatar de James Cameron en 2009, détenant le record mondial des recettes au box-office, Marvel Studios annonce une nouvelle sortie en salles du film le 28 juin 2019 (soit le même jour que la sortie mondiale de Spider-Man: Far From Home), qui inclurait des scènes coupées. Le 28 juin 2019, Avengers: Endgame avance sa sortie en vidéo à la demande au 30 juillet et s'approche du record d'Avatar, 37 millions d'USD manque pour l'égaler,. Cette prolongation permet au film de battre le record d'Avatar le 21 juillet,,.

## Autour du film

### Absence de scènes post-générique
Il n'y a aucune scène à inter-générique ou post-générique annonçant les prochains films, comme c'était de tradition dans les vingt-et-un films précédents. Il n'y a que le bruit d'un marteau de forge entendu à la fin du générique, qui peut rappeler la conception de l'armure rudimentaire dans Iron Man, le premier film de l'univers cinématographique Marvel, sorti en 2008, et qui inaugurait ce cycle des Pierres d'Infinité, clos par ce film. Le réalisateur Joe Russo déclare ainsi : « Ça n’a jamais été prévu. Le film s’appelle Endgame pour une raison. Et la voilà. C’est la fin. Ce chapitre de l'univers cinématographique Marvel est clos et il y en a un tout nouveau à écrire ».